# Idrossilbastnäsite-(La)
L'idrossilbastnäsite-(La) è un minerale del gruppo della bastnäsite.